# Lonelygirl15
lonelygirl15 là một loạt chương trình chiếu mạng được phát hành trên YouTube từ ngày 16 tháng 6 năm 2006 đến ngày 1 tháng 8 năm 2008. Ban đầu chương trình được thể hiện dưới dạng vlog, tuy nhiên sau đó nó đã thu hút được sự chú ý của giới truyền thông vào tháng 9 năm 2006 khi được tiết lộ là hư cấu. Câu chuyện bắt đầu với cuộc sống hàng ngày của một cô gái tuổi teen, nhưng mọi thứ ngày càng trở nên kỳ lạ khi xuất hiện những video nói về cách đối phó của cô với các thực hành về tín ngưỡng trong gia đình mình, bao gồm cả sự biến mất bí ẩn của cha mẹ cô và một buổi lễ bí mật do những người đứng đầu giáo phái quy định. Loạt chương trình được tạo ra bởi Mesh Flinders, Miles Beckett và Greg Goodfried.

## Tổng quát
Được ra mắt sau 16 tháng kể từ khi nền tảng chia sẻ video trên YouTube trở nên phổ biến, lonelygirl15 tập trung vào cuộc sống của một cô gái tuổi teen tên là Bree (Jessica Rose), hay còn được biết đến với tên tài khoản là "lonelygirl15". Sau khi loạt chương trình được tiết lộ là hư cấu vào tháng 9 năm 2006, lonelygirl15 đã dần phát triển thành một hệ thống nhân vật bao gồm các vlog về từng nhân vật và những phân cảnh hành động phức tạp, với một vũ trụ câu chuyện rộng liên quan đến một nhóm người bị một giáo phái xấu xa có tên là "The Order" nhắm đến.
Loạt chương trình ban đầu được biết đến dưới tựa đề The Children of Anchor Cove. Các video trên kênh thường phát hành từ 4-5 clip/tuần, đầu tiên là trên YouTube và lg15.com, sau đó là trên MySpace. Tính đến tháng 7 năm 2008, loạt chương trình đã có hơn 110 triệu lượt xem tổng.
Sự thành công của lonelygirl15 tạo ra một số spin-off hậu kết thúc, trong đó nổi bật nhất là loạt chương trình KateModern phát hành từ tháng 7 năm 2007 đến tháng 6 năm 2008 trên Bebo, diễn ra trong cùng một vũ trụ câu chuyện.
Video cuối cùng của lonelygirl15 đã được đăng tải vào ngày 1 tháng 8 năm 2008, bao gồm một đoạn giới thiệu trước cho phần spin-off tiếp theo phát trên EQAL LG15: Resistance, phát hành trong tháng 12 năm 2008.
Kể từ năm 2009, EQAL đã phát sóng thêm hai loạt chương trình phụ bao gồm LG15: The Last phát hành tháng 1 năm 2009 và LG15: Outbreak phát hành tháng 1 năm 2010.
Vào ngày 16 tháng 6 năm 2016, nhân dịp kỷ niệm 10 năm ra mắt video đầu tiên trên tài khoản của loạt chương trình, một video đã được đăng lên kèm theo thông báo rằng loạt chương trình đang được tái khởi động lại. Tuy nhiên sự hồi sinh này dường như đã không được thực hiện vì không có video nào khác xuất hiện kể từ cuối năm 2016.

## Diễn viên và nhân vật
- Jessica Lee Rose trong vai Bree Avery (hay còn gọi là "lonelygirl15"), một cô gái tuổi teen sôi nổi là mục tiêu của một giáo phái nguy hiểm có tên "The Order". Cô đã có được một lượng lớn người theo dõi trên YouTube nhờ các vlog kỳ lạ của mình.
- Yousef Abu-Taleb trong vai Daniel Barlow (hay còn gọi là "Danielbeast"), bạn thân của Bree.[6]
- Jackson Davis trong vai Jonas Wharton (hay còn gọi là "jonastko"), một người dùng mạng trò chuyện trực tuyến với Bree, là đội trưởng của nhóm TAAG (Teen Angst Adventure Group).
- Alexandra Dreyfus trong vai Sarah Genatiempo (hay còn gọi là "theskyisempty99"), là một thành viên của nhóm TAAG.
- Becki Kregoski trong vai Taylor Genatiempo (hay còn gọi là "soccerstar4ever"), em gái của Sarah, cô có nhiều kỹ năng xã hội hơn những người còn lại trong gia đình và thường khó chịu vì các hành động kỳ lạ của họ.
- Maxwell Glick trong vai Spencer Gilman (hay còn gọi là "LAlabrat"), một nhân viên làm việc tại Neutrogena có mối liên hệ với bộ phận khoa học của "The Order".
- Katherine Pawlak trong vai Emma Wharton, em gái của Jonas, người cũng bị "The Order" nhắm đến.
- Melanie Merkosky trong vai Jennie, một cựu nhân viên của Lullaby Project, người trở thành bạn với Sarah.
- Crystal Young trong vai Gina Hart, chị của Bree, người đã bị "The Order" nhắm đến từ lâu, bị tách rời khỏi gia đình từ khi sinh ra và được sử dụng như một con chuột thí nghiệm trong phần lớn cuộc đời của mình.
- Raegan Payne trong vai Sonja, một thành viên của Hymn of One.

## Nghi vấn về sự tồn tại
Vào đầu tháng 8 năm 2006, một người hâm mộ đã bắt đầu một cuộc thảo luận nhằm điều tra về sự tồn tại có thật của "lonelygirl15" cũng như ai là người đứng sau các video nội dung được đăng tải trên kênh. Ngay sau đó, cuộc thảo luận đã trở nên sôi nổi, nhiều người dùng cũng chỉ ra ngay cả những chi tiết nhỏ nhất trong mỗi video của kênh bao gồm mọi thứ từ chất lượng ánh sáng đến hệ thực vật được thấy trong các video ngoài trời của cô, thậm chí còn lập một diễn đàn để thu thập, sắp xếp và chia sẻ những phát hiện của họ, đồng thời cũng chỉ ra những mâu thuẫn nhỏ trong video để làm bằng chứng cho thấy câu chuyện có thể không có thật, điều đã dấy lên nghi vấn liệu "lonelygirl15" có phải là một chiến dịch tiếp thị lan truyền được sử dụng để quảng bá cho một dự án nào đó tương tự như The Blair Witch Project hoặc là một câu chuyện giả lập thực tế.

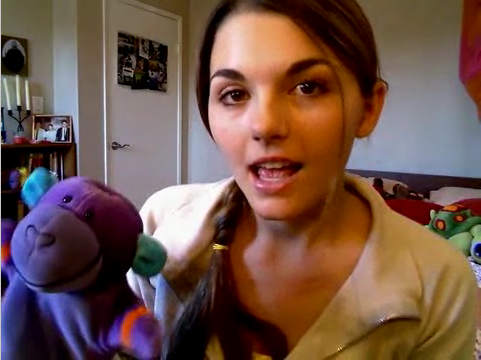
Bree trong một vlog được đăng tải trên lonelygirl15

Phóng viên Richard Rushfield của Los Angeles Times là người đầu tiên đã viết một bài báo trong đó cung cấp bằng chứng xác thực cho tính không có thật về sự tồn tại của câu chuyện. Cũng sau đó, một blogger ẩn danh đã tiết lộ trên MySpace rằng Artists Agency Creative chính là tổ chức đứng đằng sau các video trên kênh. Cuối cùng, người ta cũng tiết lộ rằng nhân vật chính Bree Arvey là do nữ diễn viên 19 tuổi Jessica Rose thủ vai.
Sau khi tính hư cấu của lonelygirl15 được tiết lộ, cốt truyện của loạt chương trình vẫn tiếp tục phát triển thông qua các video mới được đăng lên trên cả YouTube và Revver. Tuy nhiên, sau khi YouTube hợp tác với MySpace, các video đã ngừng đăng trên Revver và chỉ có thể xem được thông qua YouTube và MySpaceTV. 
Một tập phim phát sóng vào năm 2006 có tên "Weeping Willow" của Law & Order: Criminal Intent đã sử dụng hiện tượng của lonelygirl15 làm tình huống, trong đó lấy hình mẫu một blogger có tên weepingwillow17 do Michelle Trachtenberg thủ vai.

## Giải thưởng và công nhận
Trang blog của lonelygirl15 đã giành được Giải thưởng "Biggest Web Hit" tại Lễ trao giải Big in '06 của VH1.
Cũng trong hạng mục "Best Film" của giải YouTube tổ chức lần đầu tiên vào tháng 3 năm 2007, loạt chương trình lonelygirl15 đã đứng hạng tư. New York Times cho rằng lý do kết thúc của lonelygirl15 là bởi sự ác ý của cộng đồng YouTube đối với loạt chương trình.
Ngày 3 tháng 8 năm 2007, mùa một của lonelygirl15 đã kết thúc bằng một chương trình độc quyền trên MySpaceTV có tiêu đề "12 in 12", nơi 12 video được tải lên trong suốt 12 giờ từ 8 giờ sáng đến 7 giờ tối theo giờ PST.